# Желдаевка
Желдаевка — посёлок в Верхнехавском районе Воронежской области.
Входит в состав Малоприваловского сельского поселения.

## География

### Улицы
- ул. Высокая,
- ул. Песчаная.

## Население
| 2000 | 2005 | 2010 |
| ---- | ---- | ---- |
| 86   | ↘71  | ↗79  |